# Phyllospongia ectoscula
Phyllospongia ectoscula är en svampdjursart som beskrevs av Claude Lévi 1961. Phyllospongia ectoscula ingår i släktet Phyllospongia och familjen Thorectidae.
Artens utbredningsområde är Filippinerna. Inga underarter finns listade i Catalogue of Life.